# والیبال قهرمانی زنان جهان ۲۰۱۴
والیبال قهرمانی زنان جهان ۲۰۱۴ (به انگلیسی: 2014 FIVB Volleyball Women's World Championship) هفدهمین دوره قهرمانی جهان بود که از ۲۳ سپتامبر تا ۱۲ اکتبر ۲۰۱۴ به میزبانی ایتالیا برگزار شد. دیدار فینال در مدیولانوم فوروم برگزار شد و ایالات متحده آمریکا با پیروزی ۳ بر ۱ در مقابل چین قهرمان این دوره از رقابت‌های قهرمانی والیبال زنان جهان شد.

## گروه بندی
| گلدان A          | گلدان B        | گلدان C                 | گلدان D        |
| ---------------- | -------------- | ----------------------- | -------------- |
| ایتالیا (میزبان) | برزیل (۱)      | ایالات متحده آمریکا (۲) | ژاپن (۳)       |
| دومینیکن (۸)     | صربستان (۷)    | روسیه (۶)               | چین (۵)        |
| آلمان (۹)        | ترکیه (۱۱)     | تایلند (۱۲)             | پورتوریکو (۱۷) |
| آرژانتین (۱۸)    | کانادا (۲۰)    | هلند (۱۸)               | کوبا (۲۱)      |
| کرواسی (۲۴)      | کامرون (۲۶)    | قزاقستان (۲۳)           | بلژیک (۲۲)     |
| تونس (۲۷)        | بلغارستان (۳۵) | مکزیک (۲۸)              | آذربایجان (۳۷) |

## سالن‌ها
| گلدان G - H - فینال | گلدان A          | گلدان B - E     |
| ------------------- | ---------------- | --------------- |
| میلان، ایتالیا      | رم، ایتالیا      | تریسته، ایتالیا |
| مدیولانوم فوروم     | پلازتو دلو اسپرت | پالا تریسته     |
| گنجایش: ۱۱٬۵۰۰      | گنجایش: ۱۰٬۷۱۰   | گنجایش: ۶٬۹۷۲   |
|                     |                  |                 |

| گلدان C - F    | گلدان F        | گلدان D - E   |
| -------------- | -------------- | ------------- |
| ورونا، ایتالیا | مودنا، ایتالیا | باری, ایتالیا |
| پالا المپیا    | پالا پانینی    | پالا فلوریو   |
| گنجایش: ۶٬۲۰۰  | گنجایش: ۵٬۱۰۰  | گنجایش: ۴٬۵۴۰ |
|                |                | بدون تصویر    |

## فینال
| تاریخ    | ساعت  |     | امتیاز |                     | ست ۱  | ست ۲  | ست ۳  | ست ۴  | ست ۵ | مجموع | گزارش |
| -------- | ----- | --- | ------ | ------------------- | ----- | ----- | ----- | ----- | ---- | ----- | ----- |
| ۱۲ اکتبر | ۲۰:۰۰ | چین | ۱–۳    | ایالات متحده آمریکا | ۲۵–۲۷ | ۲۰–۲۵ | ۲۵–۱۶ | ۲۴–۲۶ |      | ۹۴–۹۴ | P2 P3 |

## رده‌بندی نهایی
| رتبه | تیم                 |
| ---- | ------------------- |
| 1    | ایالات متحده آمریکا |
| 2    | چین                 |
| 3    | برزیل               |
| ۴    | ایتالیا             |
| ۵    | دومینیکن            |
| ۵    | روسیه               |
| ۷    | ژاپن                |
| ۷    | صربستان             |
| ۹    | آلمان               |
| ۹    | ترکیه               |
| ۱۱   | بلژیک               |
| ۱۱   | بلغارستان           |
| ۱۳   | کرواسی              |
| ۱۳   | هلند                |
| ۱۵   | آذربایجان           |
| ۱۵   | قزاقستان            |
| ۱۷   | آرژانتین            |
| ۱۷   | کانادا              |
| ۱۷   | پورتوریکو           |
| ۱۷   | تایلند              |
| ۲۱   | کامرون              |
| ۲۱   | کوبا                |
| ۲۱   | مکزیک               |
| ۲۱   | تونس                |

|  | انتخاب شده برای جام جهانی ۲۰۱۵ |

| قهرمانی جهان ۲۰۱۴                   |
| ----------------------------------- |
| · ایالات متحده آمریکا · اولین عنوان |

| ترکیب تیم |
| آلیشا گلاس، کیلا بنوارث، کورتنی تامپسون، نیکول دیویس، کریستین هیلدبراند، جردن لارسون، کلی مورفی، کریستا هارموتو ، نیکول فاوست، کیمبرلی هیل، فلوک آکینرادوو، کلسی روبینسون، تیتوری دیکسون، ریچل آدامز |
| سرمربی |
| کارچ کیرالی |

## جوایز
| - باارزش‌ترین بازیکن کیمبرلی هیل - امتیازآورترین بازیکن ژو تینگ - بهترین دریافت کننده‌های قدرتی ژو تینگ کیمبرلی هیل - بهترین لیبرو مونیکا دجنارو | - بهترین مدافع‌های میانی تایسا منزس یانگ جانجینگ - بهترین پاسور آلیشا گلاس - بهترین پشت خط زن شیلا کاسترو - بازی جوانمردانه خوزه روبرتو گویمارائس |